# Islas Desertores
Le Islas Desertores sono un gruppo di isole del Cile che fanno parte dell'arcipelago di Chiloé e si trovano tra il golfo del Corcovado e il golfo di Ancud. Appartengono alla regione di Los Lagos e alla provincia di Palena; sono amministrate dal comune di Chaitén.
Le isole appartengono amministrativamente al comune di Chaitén dal 1979, in precedenza facevano parte del comune di Quinchao (provincia di Chiloé). Dal 2010, gli abitanti delle isole chiedono di dipendere nuovamente da quella provincia per la vicinanza geografica e culturale con Chiloé.

## Geografia
Le Desertores sono le isole più orientali dell'arcipelago e si trovano tra le isole del Grupo Chaulinec e il continente. Il canale di Apiao le divide dal Grupo Chaulinec e il canale Desertores le separa dalla terraferma. Il gruppo è composto da sei isole maggiori e alcuni isolotti:
- Chulín, la più settentrionale del gruppo, ha una superficie di 16,4 km²[3] e contava 191 abitanti al censimento del 2002[3].
- Chuit, ha una superficie di 4,5 km² e 136 abitanti.[3]
- Imerquiña, l'isola più piccola
- Talcán, la maggiore del gruppo, ha una superficie di circa 44 km²[3] e un'altezza massima di 60 m. Contava 213 abitanti al censimento del 2002[3]. Vicino a punta Beltrán, la sua estremità settentrionale, sullo scoglio di Roca Naranjo c'è un faro automatico.
- Auteni
- Nayahué